# Bank of the West Classic 2007
Bank of the West Classic 2007 — жіночий тенісний турнір, що проходив на відкритих кортах з твердим покриттям Taube Tennis Center у Стенфорді (США). Це був 36-й за ліком Silicon Valley Classic. Належав до турнірів 2-ї категорії в рамках Туру WTA 2007. Тривав з 23 до 29 липня 2007 року.

## Фінальна частина

### Одиночний розряд
Анна Чакветадзе —  Саня Мірза, 6–3, 6–2
- Для Чакветадзе це був 4-й титул за сезон і 6-й - за кар'єру.

### Парний розряд
Саня Мірза /  Шахар Пеєр —  Вікторія Азаренко /  Анна Чакветадзе, 6–4, 7–6(7–5)